# Gilberto Isella
Gilberto Isella (Lugano, 25 giugno 1943) è un poeta, traduttore e critico letterario svizzero di lingua italiana.

## Biografia
Nato a Lugano nel 1943, Gilberto Isella ha studiato letteratura italiana e filosofia all'Università di Ginevra. È membro di redazione della rivista “Bloc notes”, di cui è stato uno dei promotori nel 1979, vicepresidente del Centro Pen della Svizzera Italiana e animatore culturale. Collabora a diversi giornali e riviste, con articoli di critica letteraria. Si è occupato di autori del passato (da Dante all'Ariosto) e contemporanei (Piero Bigongiari, Guido Ceronetti, Jacques Dupin, ecc.).  Ha curato un'antologia di scritti dell'artista Mario Marioni, Fogli vagabondi (pref. di Pietro Gibellini, Casagrande, 1994), e, in collaborazione con Tiziano Salari, la silloge poetica Armageddon e dintorni  di Giovanni Ramella Bagneri (Insula, 2011).
Si è interessato anche di cinema, scrivendo sceneggiature per fiction e documentari di Adriano Kestenholz.  Per il teatro ha scritto Messer Bianco vuole partire, realizzato allo Studio Teatro Foce di Lugano nel 2009 e Il giardino della vita, con musiche di J. Sanchez Verdù, andato in scena  a Lugano e a Cuenca (E) nel 2017. Ha scritto inoltre l'atto unico radiofonico Faustina, per la RSI, 2020.
Ha tradotto dal francese una silloge poetica di Charles Racine (Stupore celeste, Casagrande, 2001), la raccolta Scarto di Jacques Dupin (Opera Nuova, 2011), la raccolta Io scrivo ciò che è vivere di Bernard Vargaftig (ADV Publishing House, 2016), e il dialogo tra Michel Butor e Carlo Ossola, Conversazioni sul tempo (Pagine d'Arte, 2024).

## Opere
- Le vigilie incustodite (pref. di Guido Ceronetti), Bellinzona, Casagrande, 1989. Copertina di Franco Francese (Premio Schiller).
- Leonessa, Lugano, Laghi di Plitvice, 1992.
- Discordo  prosa e poesie, Locarno, Dadò 1993. Incisioni di Samuele Gabai (Premio Schiller).
- Apoteca, Torino, L'Angolo Manzoni Editrice 1996. Incisioni di Massimo Cavalli (Premio Sertoli Salis).
- Baltica, prose, Balerna, Edizioni Ulivo, 1999.
- I boschi intorno a Sils-Maria (pref. di Grytzko Mascioni), Sondrio, Officina del libro, 2000. Incisioni di Valerio Righini.
- Krebs, Balerna, Edizioni Ulivo, 2000. Incisioni di Fiorenza Casanova.
- Nominare il caos (pref. Jean-Jacques Marchand), Locarno, Dadò, 2001.
- Dado a punte, Milano, Upiglio, 2003. Incisioni di Alessandra Angelini.
- Guernica e lo straniero, prosa critica, Balerna, Edizioni Ulivo, 2004.
- In bocca al vento, Falloppio, LietoColle 2005. Copertina di Fiorenza Casanova.
- Fondamento dell'arco in cielo, Viganello, alla chiara fonte, 2005. Disegni di Enrico Della Torre.
- Corridoio polare (postfaz. di Vincenzo Guarracino), Bologna, Book Editore, 2006. Copertina di Giorgio Larocchi (Premio Lorenzo Montano, Premio Schiller).
- Wild Contact, Lugano, Anaedizioni, 2007. Disegni di Renzo Ferrari e foto di Dario Ghisletta.
- Taglio di mondo (postfaz. di Giorgio Luzzi), Lecce, Manni, 2007. Copertina di Renzo Ferrari.
- Messer Bianco vuole partire, azione scenica, Viganello, alla chiara fonte, 2008.
- Inneschi, Bollate (Milano), Signum edizioni d'arte, 2009. Collages di Enrico Della Torre.
- Mappe in controluce (postfaz. di Vincenzo Guarracino), Bologna, Book Editore, 2011. Copertina di Mauro Valsangiacomo (Premio Giuseppe Dessì 2012).
- Variabili spessori, ,Viganello , alla chiara fonte, 2011. Intervento grafico di Mauro Valsangiacomo.
- Censuralbe, Milano, Il robot adorabile, 2012. Con tempere di Adalberto Borioli.
- Preludio e corrente per Antoni, Bellinzona, Salvioni Edizioni, 2012. Con incisioni di Loredana Müller Donadini.
- Piccole aurore, Lugano, ed. Spazio78, 2013. Con opere di Aymone Poletti.
- Caro aberrante fiore (pref. di Rosa Pierno), Lugano, Edizioni Opera Nuova, 2013.
- Mobilune, Bellinzona, Salvioni Edizioni, 2015. Con incisioni di Loredana Müller.
- Alla faccia, con immagini di Bruno Bordoli, Lugano,alla chiara fonte editore, 2015.
- Liturgia minore (pref. di J.J.Marchand), Falloppio, Lietocolle, 2015.
- L'occhio piegato, Bologna, Book Editore, 2015. Prefazione di Vincenzo Guarracino.
- Acque aperte acque chiuse, Milano, 2016. Con un'incisione di Adalberto Borioli.
- Bernard Vargaftig, Io scrivo ciò che è vivere, Lugano, ADV Publishing House, 2016. Traduzione e cura di Gilberto Isella.
- Gilberto Isella per Enrico Della Torre, Materie se non luci, Lugano, Pagine d'Arte, 2017
- La memoria delle forme, Mendrisio, Josef Weiss Editore, 2018. Con quattro disegni di Giulia Napoleone.
- Arepo, Ro Ferrarese, Book Editore, 2018. Copertina di Nina Nasilli (finalista al Premio Camaiore e al Premio Bonanni Città dell'Aquila, 2019).
- Il Signor Grillo e l'evoluzione della specie, Camorino, Areapangeart, 2018. Con incisioni di Loredana Mueller.
- Engadina, racconto-saggio, Milano, Edizioni Unicopli ("Le Città Letterarie"), 2019.
- Trittico cristiano, immagini di Bruno Bordoli, Lugano, alla chiara fonte, 2019.

- Il brusio idiota di un’anguilla cavalca la bilancia, racconto con immagini di Renzo Ferrari, Lugano, Edizioni Zadié, 2020.
- Sciami sciamani, Camorino, Areapangeart, 2020. Con incisioni di Loredana Müller
- Catene smarrite, Viganello, alla chiara fonte, copertina e immagini di Enrico Della Torre, 2020.
- Criptocorsie,, Ro Ferrarese, Book Editore, copertina di Giorgio Celiberti, 2021.
- Pietracqua, con inchiostri di Loredana Müller e Giulia Napoleone, Bellinzona, Edizioni Areapangeart, 2022.
- Gaia flora, didascalie poetiche per tavole di Alfredo Riva, Quaderno 1, Lugano, Ed. Opera Nuova, 2022.
- Tavole filosofiche, con quattro incisioni di Marco Mucha, Locarno, Edizioni Il Salice, 2022.
- Liturgie mineure (Liturgia minore), trad. francese di Grazia Bernasconi Romano, Vevey, Editions de l’Aire, 2022.
- Subromantica/Subromantică, 15 poesie trad. in romeno da Eliza Macadan, Bacau (RO), Editura Cosmopoli, 2022.
- Deliri nel cellofàn, con sette immagini di Marco Grimaldi, “Alla pasticceria del pesce”, Fondazione Claudio Granaroli, Mesocco, 2023.
- La furia dell’angelo, sei racconti, Lugano, Edizioni Giampiero Casagrande, 2023.
- Hilde, Lugano, Alla Chiara Fonte, 2024.
- Terre sotto vuoto, con una Prefazione di Laura Quadri, Genova, Marietti, 2024.
- Trasparenza. Trascendenza. Con Giulia Napoleone, Antonio Tabet, Loredana Müller. Bellinzona, SalvioniEdizione, 2024.
- Iper Spleen, immagini di Mauro Valsangiacomo, Lugano, alla chiara fonte, 2024.
- Striature, Lugano, alla chiara fonte, 2025.
- Divaricando l'attimo. Con una Prefazione di Laura Quadri. In copertina un'opera di Loredana Müller. Book Editore, Riva del Po, 2025.

In collaborazione con Janis Rokpelnis (edizione bilingue italiana-lèttone):
- Lugano incontra Riga- Riga satiek Luganu, Lugano, G. Casagrande, 2009.

### Multimediale
- Oltre i recinti, performance poetico-digitale.  In collaborazione con Adriano Kestenholz. Produzione Aleph film, 2014.

## Riconoscimenti
Nel 2024 gli è stato assegnato il Premio Franco Loi-Pontedilegno Poesia alla carriera.